# 阿卜杜拉·阿里·沙阿
赛义德·阿卜杜拉·阿里·沙阿（1934年12月11日—2007年4月14日），是巴基斯坦的政治人物和律师，1993年至1996年担任信德省首席部长。
阿卜杜拉·阿里·沙阿是一名执业律师，出身卑微，但后来赢得了信德省乃至全國人民的尊重和爱戴。阿卜杜拉·阿里·沙阿1934年12月11日出生在信德省达杜縣。他在卡拉奇接受教育，毕业时是一名律师。 阿都拉沙于1970年加入巴基斯坦人民党，在前首席部长穆塔扎·布托任职期间担任省级部长。他于1988年12月至1990年8月担任信德省议会议长，阿卜杜拉·阿里·沙阿从1993年10月21日至1996年11月6日担任信德省首席部长。他是前巴基斯坦總理貝娜齊爾·布托女士的密友。她说：“萨希卜（烏爾都語“先生”）是信德和巴基斯坦土地上的儿子。他是一个勇敢的人，他为他的国家，为最贫穷的人的爱和繁荣而生和死。”

## 個人生活
他有五个女儿和两个儿子。他的其中一個儿子是信德省现任首席部长穆拉德·阿里·沙阿。